# Лацковце
Лацковце (словац. Lackovce) — село и одноимённая община в районе Гуменне Прешовского края Словакии. В письменных источниках начинает упоминаться с 1317 года.

## География
Село расположено в юго-восточной части края, в южной части Низких Бескид, вблизи места впадения реки Цирохи в реку Лаборец, при автодороге 74. Абсолютная высота — 155 метров над уровнем моря. Площадь муниципалитета составляет 3,6 км².

## Население
| Год:                | 1994 | 2004 | 2014     | 2024     |
| ------------------- | ---- | ---- | -------- | -------- |
| Количество человек: | 0    | 578  | 702      | 927      |
| Разница:            |      | –    | +21,45 % | +32,05 % |

По данным последней официальной переписи 2011 года, численность населения Лацковце составляла 612 человек.